# 郑英辰
郑英辰（1995年11月13日—），中國内地女演員，畢業於中央戲劇學院。2017年，参演中央戏剧学院14级表演系毕业话剧《楢山节考》，饰演主角“阿玲婆”。2018年8月9日，参演青春爱情剧《致我们暖暖的小时光》，在剧中饰演王珊；2019年4月10日，该剧在腾讯视频开播。